# Dalslands Järnväg

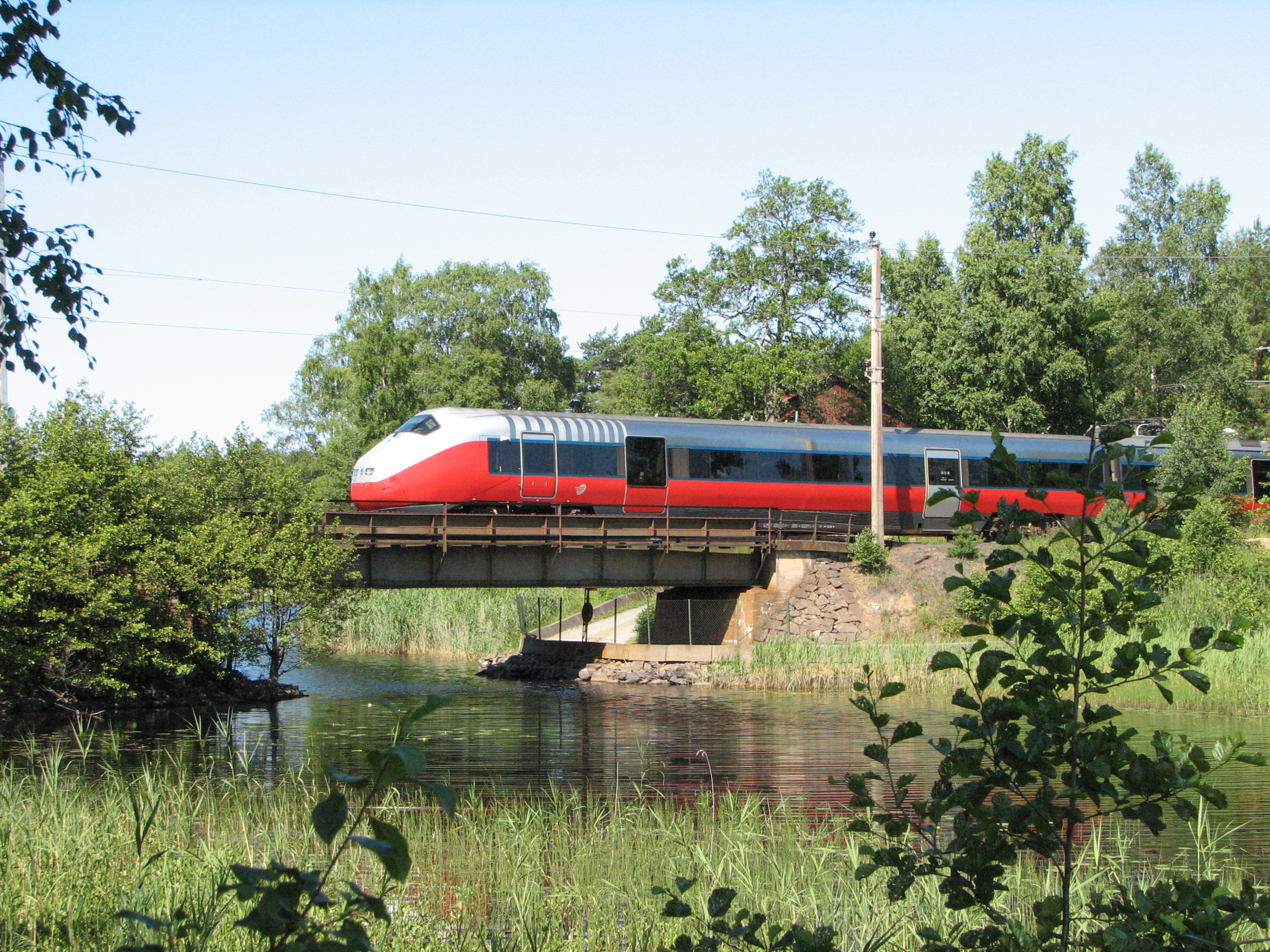
Norges Statsbaners tåg Oslo-Göteborg av typ 73 på gränsbron över sundet mellan Kornsjöarna nära Kornsjø, 2006

Dalslands Järnväg (DJ), också kallad Dalslandsbanan, var en normalspårsjärnväg mellan Mellerud i Älvsborgs län och gränsen till Norge strax sydost om Kornsjø station. Den kvarvarande sträckan Dals Rostock-Kornsjø är en del av Trafikverkets nuvarande Norge/Vänerbanan.

## Historik

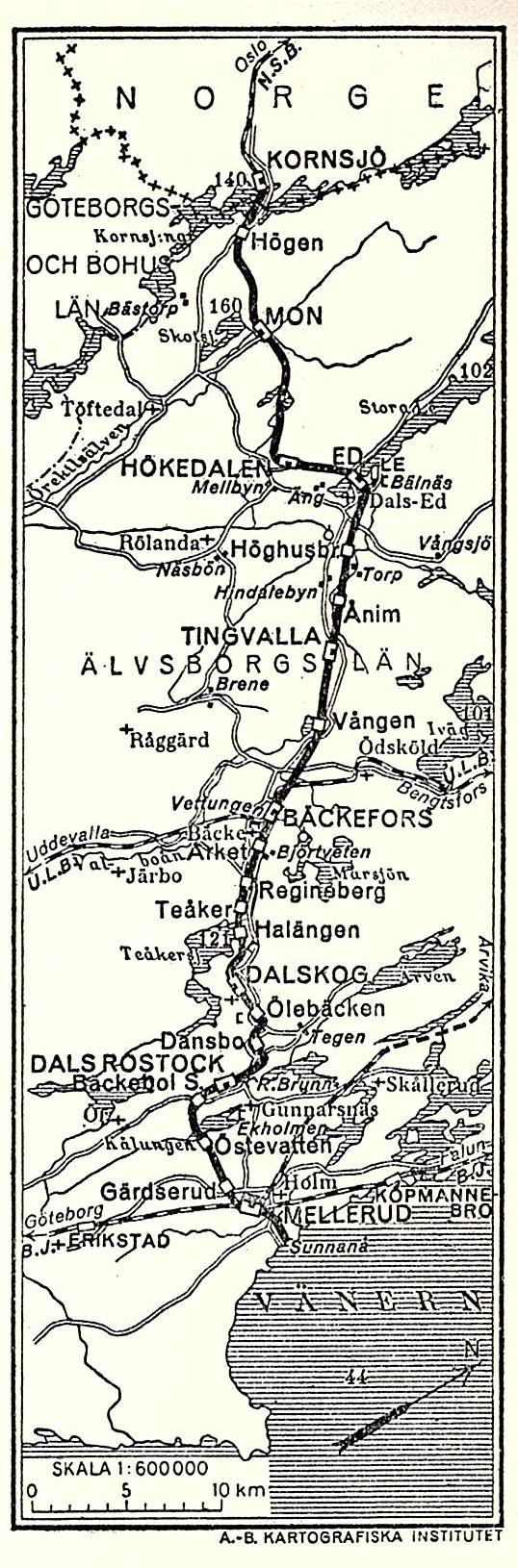
DJ karta. 1926

Under 1860-talet diskuterades olika dragningar av en 1217 mm smalspårig järnväg mellan Fredrikshald (nuvarande Halden) i Norge och Vänersborg, Uddevalla eller från en punkt däremellan på Uddevalla-Vänersborg-Herrljunga Järnväg. Det fanns ett konkurrerande förslag mellan Fredrikshald och Uddevalla genom Bohuslän. Ytterligare ett förslag var en järnväg till Dalarna från Krossekärr i närheten av Grebbestad, men intressen i Göteborg motsatte sig detta eftersom det skulle bli en konkurrande hamn. Istället fick Bergslagernas Järnväg (BJ) 1871 koncession för en normalspårig järnväg längs Vänerns västra sida. De norska intressenterna i Fredrikshald drev på byggandet en mellanriksbana som på svenska sidan kom att gå mellan Högen vid riksgränsen och Sunnanå vid Vänern. Bolagsordning för Dalslands Järnvägaktiebolag fastställdes den 19 december 1873. Finansieringen bestod av aktieteckning för 1,8 miljoner kronor och lån på 1 miljon kronor från svenska staten, 1,5 miljoner från norska staten och 0,5 miljoner kronor från Fredrikshald stad. Byggandet började 1875 och järnvägen öppnade för allmän trafik den 18 juli 1879. En överenskommelse fanns för att använda BJ:s station i Mellerud. Byggkostnaden för järnvägen var 1880 4,7 miljoner kronor. Järnvägen byggdes med en rälsvikt på 32,2 kg/meter och en minsta kurvradie på 297 meter.
Järnvägen kallades först Fredrikshald–Sunnanå järnväg då den var samförvaltad med den norska statsbanelinjen Fredrikshald–Riksgränsen fram till 1896. I samband med att de norska lånen skrevs om 1909 upphörde den norska statens bestämmanderätt över nettofördelningen och aktieägarna kunde börja få utdelning.
När banan invigdes var hastigheten 44 km/tim, 1895 höjdes den till 60 km/tim och 1921 blev det 80 km/tim. Banan användes i huvudsak för genomgående tåg och den lokala persontrafiken var alltid begränsad.
BJ tog över trafiken 1941 genom att arrendera banan och bana ingick därefter i Trafikförbundet Göteborg - Dalarna - Gävle (GDG). BJ köpte DJ 1946 och 1947 köpte staten BJ med dotterbolaget DJ och Statens Järnvägar tog över driften. Ett spår byggdes 1956 söderut vid infarten till Mellerud och tågen Göteborg-Oslo kunde gå direkt utan rundgång i Mellerud. I samband med bygget av ett nytt spår 1995 mellan Dals Rostock och Skälebol på BJ lades den gamla delen Dals Rostock-Mellerud ner förutom en kort sträcka till omformarstationen.

### Bibanor
Två bibanor invigdes samtidigt, Ed-Le och Mellerud-Sunnanå. Trafiken på bibanorna gick bara under seglingssäsongen.  Persontrafiken till Sunnanå upphörde 1925 och till Le 1929.  Banan till Sunnanå lades ner 1959 och godstrafiken till Le upphörde 1964 förutom enstaka tåg fram till 1978.

### Fordon
För driften införskaffades fem tenderlok från Nydqvist & Holm, 15 personvagnar, två resgodsvagnar och 108 godsvagnar. En ångvagn inköptes 1906 från Arlövs mekaniska verkstad. Ångvagnen med en ombyggd personvagn som släpvagn sattes i trafik 1907 och samtidigt iordningställdes sex nya hållplatser som senare utökades med ytterligare sju stycken.
Järnvägen blev elektrifierad 1939 och tre ellok inköptes från Asea.

### Poststationer
Följande stationer/hållplatser på banan eller vid dess knutpunkter har även varit poststationer under kortare eller längre perioder. Mellerud, Dals Rostock, Dalskog, Bäckefors, Tingvalla (i Dals-Ed), Ed, Hökedalen, Mon och Dals Högen.

## Nutid
Den kvarvarande delen ingår enligt Trafikverkets uppdelning i Norge/Vänerbanan och har endast anslutning söder ut via en genväg byggd 1995 mellan Dals Rostock på forna DJ och Skälebol på forna BJ. I övrigt följer Dalslandsbanan den ursprungliga sträckningen, bitvis kurvig, särskilt på Kroppefjälls östsida. Den är på en lång sträcka också ganska rak och tillåter där 160 km/h.

## Bildgalleri

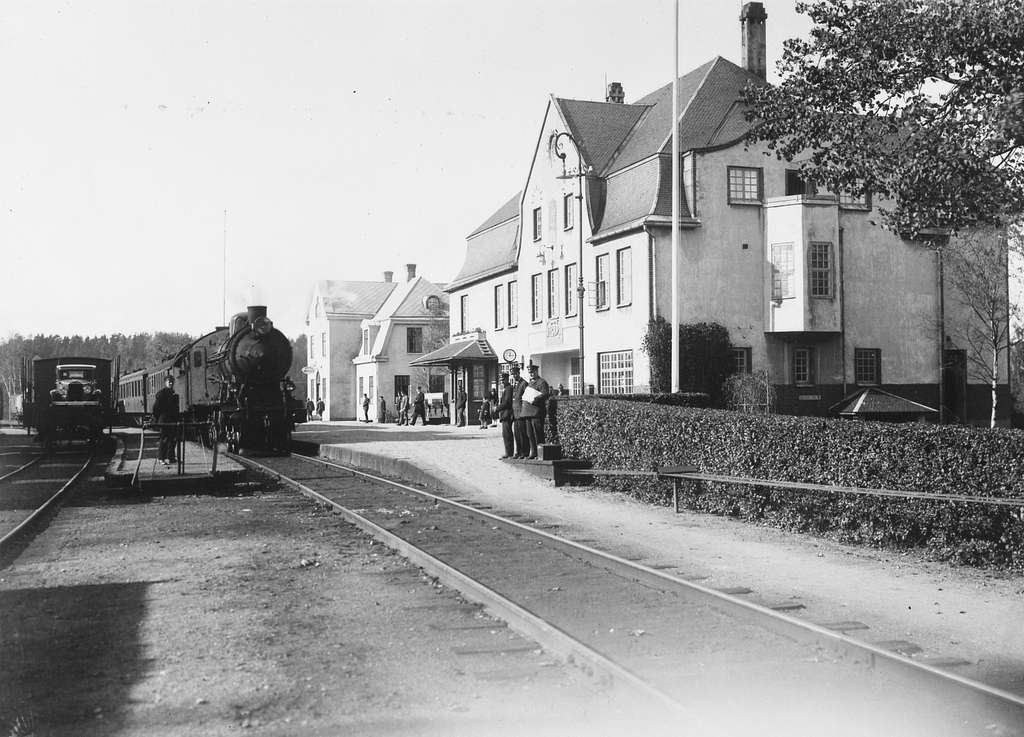
Ångloksdraget tåg i Ed, troligen 1930-talet
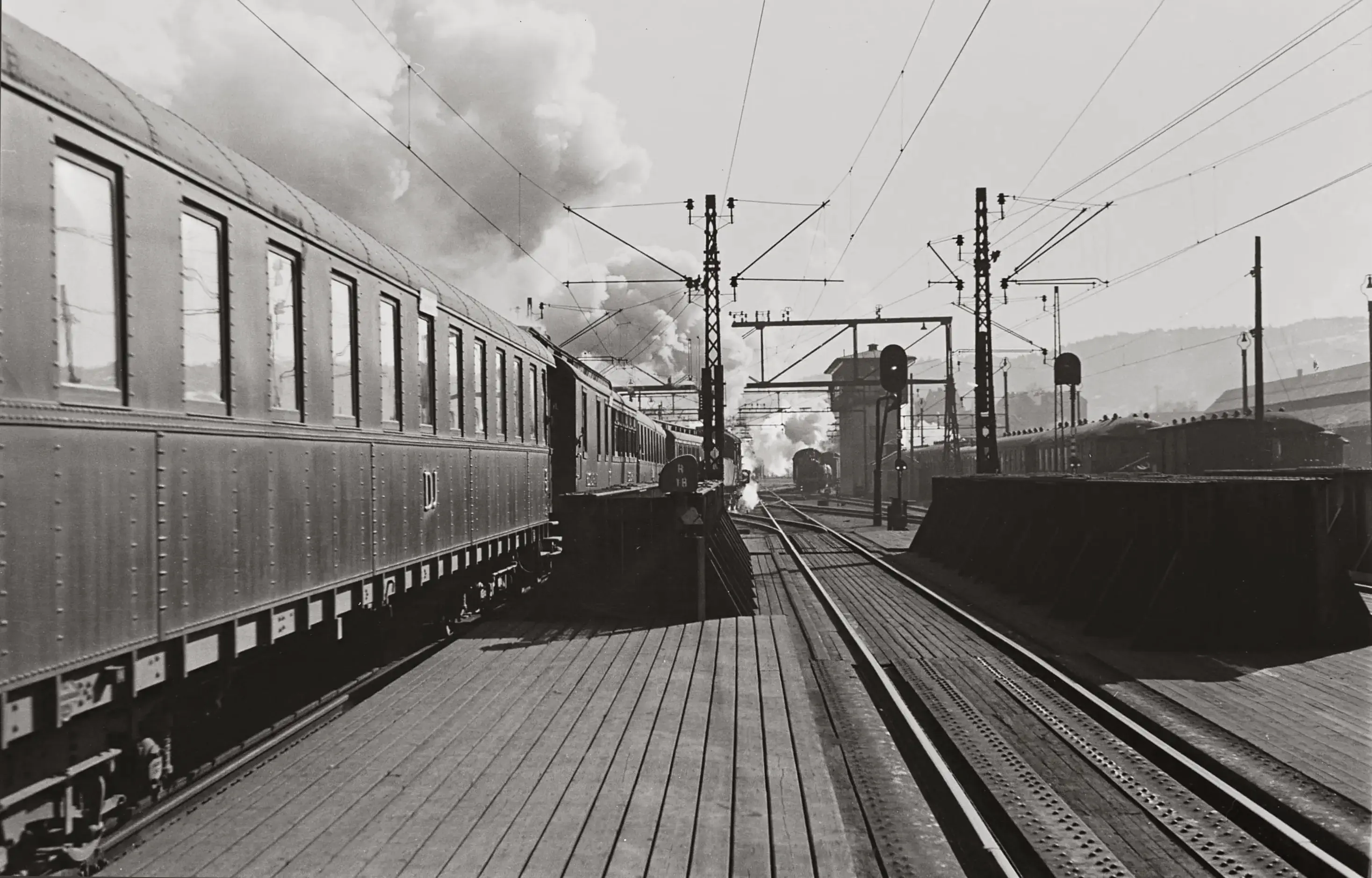
Personvagn från Dalslands Järnväg i tåg till Malmö på Østbanestasjonen i Oslo på Østfoldbanen, påsken 1939
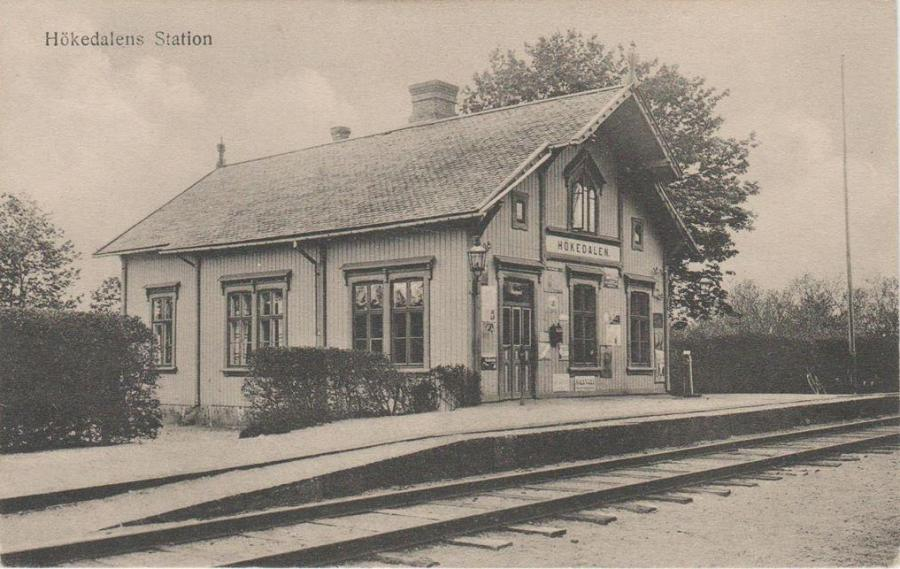
Hökedalens järnvägsstation, 1910. Bilden är tagen mot gränsen till Norge.
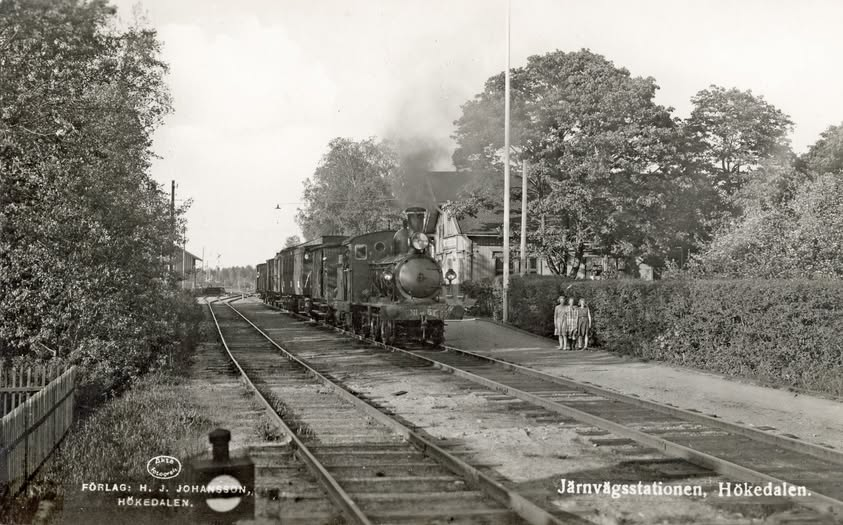
Tåg på Dalslands järnväg med ånglok DJ 5 Wilhelm Waern på Hökedales station, troligen 1930-tal